# Городинець Максим Миколайович
Максим Миколайович Городинець (нар. 10 жовтня 1998, Горішні Плавні, Полтавська область, Україна) — український стрілець, чемпіон світу та Європи.

## Кар’єра
У жовтні 2022 року, на чемпіонаті світу, разом із Денисом Кушніровим та Павлом Коростильовим став срібним призером у стрільбі зі швідкісного пістолета з 25 метрів, а з Юлією Коростильовою став чемпіоном у цій же дисципліні.
29 травні 2024 року на чемпіонаті Європи, який був кваліфікаційним на Олімпійські ігри, спортсмен виграв золоту медаль у стрільбі зі швідкісного пістолета з 25 метрів та здобув ліцензію для України. Окрім цього, разом з Володимиром Пастернаком та Павлом Коростильовим, отримав срібні медалі командних змагань.

## Спортивні результати

### Виступи на чемпіонатах світу
| Рік  | Місце проведення  | Дисципліна                              | Місце |
| ---- | ----------------- | --------------------------------------- | ----- |
| 2022 | Каїр, Єгипет      | швидкісний пістолет, 25 метрів          | 18    |
| 2022 | Каїр, Єгипет      | швидкісний пістолет, 25 метрів, команда | 2     |
| 2022 | Каїр, Єгипет      | швидкісний пістолет, 25 метрів, мікст   | 1     |
| 2022 | Каїр, Єгипет      | стандартний пістолет, 25 метрів         | 18    |
| 2022 | Каїр, Єгипет      | стандартний пістолет, 25 метрів, мікст  | 8     |
| 2023 | Баку, Азербайджан | швидкісний пістолет, 25 метрів          | 11    |